# Martin Mans
Martin Mans (Melissant, 28 januari 1965) is een Nederlandse organist, componist en dirigent.

## Biografie
Martin Mans ontving op zevenjarige leeftijd zijn eerste orgellessen. Elf jaar oud begon hij met het begeleiden van koren en op zijn twaalfde werd hij kerkorganist in zijn geboorteplaats. In deze periode schreef hij diverse orgelconcoursen op zijn naam. Op veertienjarige leeftijd speelde hij voor het eerst orgel voor de NCRV-radio. Ook bekwaamde hij zich in koordirectie. Sinds 1995 is Mans organist in de Breepleinkerk te Rotterdam.
Zijn eerste CD met orgelimprovisaties werd met ‘goud' bekroond. Voor de verkoop van meer dan 50.000 exemplaren van het album ‘Christmas Carols' ontving hij een platina CD. In de loop der jaren werkte Mans mee aan meer dan 400 cd-opnamen. Ook maakte hij diverse dvd's. Per jaar geeft hij zo'n 200 concerten. Buitenlandse concertreizen voerden hem door Europa, Canada, Amerika, Australië en Zuid-Afrika. Regelmatig treedt hij op voor radio en TV in het programma 'Nederland Zingt'.
Hij is begeleider van het Urker Mannen Ensemble en het Holland Boys Choir uit Elburg, beide onder leiding van Pieter-Jan Leusink. Jaarlijks neemt hij daar de orgelpartij voor zijn rekening bij de Lessons and Carols en de zomerconcerten. Ook aan klassieke projecten als het Requiem van Gabriel Fauré en de Bachcantates verleende hij zijn medewerking. Met panfluitiste Noortje van Middelkoop vormt hij het ‘Duo Gavotte' en tevens verzorgt hij jaarlijks een serie concerten met pianist Jan Vayne.  
Mans is dirigent van twee grote mannenkoren in Nederland, ‘De Gouwestem' te Waddinxveen en CSMK ‘Noord-West Veluwe' te Nijkerk. Hij is daarnaast dirigent van het 20-koppige mannenensemble 'The Martin Mans Formation' en het 'One Day Male Choir', inmiddels het grootste mannenkoor van Canada. Verder is hij dirigent van een aantal projectmannenkoren, waaronder het Groot Mannenkoor Noord Nederland. Met zangeres Petra Berger, Jan Vayne en zijn koren doet de organist en dirigent ieder jaar verschillende kathedralen aan met de tour 'Kathedraalconcert met Allure'. Tot slot schrijft hij muziek voor orgel, koor en orkest in diverse bezettingen.

## Discografie

### Cd's
- Concert d'Orgue à Paris
- Haven van rust
- Het Groot Doelenconcert
- Improvisaties Laurenskerk i.s.m. Sander van Marion en André Knevel
- Inspirations
- Morgen
- Plea for Africa
- Rust
- IL QUATTRO
- 'k Ben reizend naar die stad
- Als g' in nood gezeten
- Als ik in gedachten sta
- Christmas
- Crystal
- Dan zingt mijn ziel
- De zee zingt
- Fly with me
- Heft aan
- Het is volbracht!
- Ik bouw op U
- In Parijs met Martin Mans
- Intens
- Kerst vanuit de Eusebius
- Kerstklanken
- Keys Unlimited
- Leve de Koning!
- Liefde
- Kracht
- Liefdeslied
- Samenzang Kerst
- Pipesound
- Power of Pipes
- Our Way
- Israel
- Sound of wood
- Stem en Snaren
- Tussen jou en mij
- U bent mijn adem
- Verlangen
- Vrede
- You raise me up
- Zingt met vreugde
- In Memoriam

### Dvd's
- Jan Vayne en Martin Mans in Parijs
- Geloof, Hoop en Liefde
- Martin Mans improviseert op verzoek